# Cassida aethiopica
Cassida aethiopica (лат.) — жук-листоед подрода Cassida из подсемейства щитоносок. Западная, восточная и центральная Африка: на запад до Мали, на север до Судана, на юг до Танзании.

## Описание
Тело овально-вытянутое. Длина от 4,70 до 5,95 мм, ширина от 3,30 до 4,00 мм. У типично окрашенных экземпляров переднеспинка жёлтая с двумя круглыми чёрными пятнами в верхней части диска. Щиток жёлтый, диск надкрылий жёлтый с чёрным рисунком: круглое пятно близко к плечевой кости, большое пятно на шве позади щитка, два больших круглых пятна позади середины близко к шву, два маленьких пятна на скате и неравномерная полоса по бокам диска от плечей до 3/4 длины диска. Рисунок довольно постоянный, но иногда крупные пятна за серединой диска связаны с боковой полосой или боковая полоса прерывается посередине. В редких аберрациях рисунок надкрылий коричневый или желтовато-коричневый, в крайних случаях спинка равномерно жёлтая, иногда с бледно-желтыми пятнами. Голова и простернум жёлтые, среднегрудь от жёлтого до коричневого, заднегрудь обычно в основном от коричневого до чёрного с более светлыми боковыми пластинками, но иногда только желтовато-коричневая, брюшко по крайней мере в середине от коричневого до чёрного, окруженное жёлтым. Ноги большей частью желтоватые, но обычно с частично затемнёнными бёдрами и голенями, часто бёдра посередине с коричневатым кольцом. Членики усиков 1-6 жёлтые, вершинные членики постепенно темнеют до большей части чёрного цвета.